# Matilde Rodríguez (actriu)
|  | Aquest article tracta sobre una actriu espanyola . Si cerqueu una política uruguaiana, vegeu «Matilde Rodríguez Larreta». |

Matilde Rodríguez   (1860 - 8 de novembre de 1913) va ser una actriu espanyola.

## Biografia
Considerada una de les grans dames de l'escena espanyola de finals de segle xix i principis del segle xx, va estar casada amb el també actor José Rubio Laynez († 1929). Va debutar sobre l'escenari al Teatre Cervantes de Sevilla, de la mà de la companyia de Victorino Tamayo.
Instal·lada a Madrid des de la dècada del 1880, va actuar en els Teatres de La Comèdia i Lara. La seva consagració definitiva es va produir amb l'obra Los dulces de la boda (Els dolços del casament), contractada per l'empresari Emilio Mario. Altres dels seus grans èxits professionals van ser la Nuestra Señora (Nostra Senyora, 1890), de Carlos Arniches, junt amb Balbina Valverde, Pedro Minio (1908), de Benito Pérez Galdós, La sombra del padre (L'ombra del pare, 1909), de Gregorio Martínez Sierra, La reja (La reixa, 1897), Doña Clarines (1909), Los Galeotes (1900) o Las Flores (Les flors, 1901), amb Rosario Pino i Concha Catalá, totes elles dels Germans Álvarez Quintero.
La seva última etapa professional la va desenvolupar al Teatro Español.